# Seiya Fujita
Seiya Fujita (født 2. juni 1987) er en japansk fodboldspiller, som spiller for den japanske fodboldklub Shonan Bellmare.